# 77 Bombay Street
77 Bombay Street — швейцарская музыкальная инди и фолк группа. Группа была сформирована в 2007 в маленькой деревушке под названием Шаранс на востоке Швейцарии.
Участники группы — четыре брата: Мэтт (вокал, гитара); Джо (электрогитара), Эзра (ударные) и Симири-Рамон (бас-гитара). Хотя члены группы — швейцарцы, свои песни они исполняют только на английском языке. Группа была названа в честь дома в Аделаиде, Австралия, где братья со своими родителями жили в течение двух лет. На 2024 год группа выпустила пять студийных альбомов, первый из которых назывался Dead Bird, и был выпущен самостоятельно, следующие три - Up In the Sky, Oko Town и Seven Mountains были выпущены в сотрудничестве с Gadget Records. В 2021 году они выпустили свой пятый альбом Start Over.
Альбомы Up in the Sky (2011) и Oko Town (2012) стали платиновыми в Швейцарии, а Oko Town поднялся на вершину Schweizer Hitparade. Согласно странице  группы в Facebook, во время работы над четвёртым альбомом Мэтт Бучли в интервью сказал: «Да, мы очень заняты над созданием новых песен, и мы думаем, что это будет фантастично! Каждый альбом для нас, это новый и трудный вызов».
В 2012 группа взяла две статуэтки Swiss Music Awards со своим альбомом Up in the Sky и его главной песней «Up in the Sky» как лучший Pop/Rock альбом и как лучший хит. Осенью 2015 года группа выпустила четвёртый по счёту альбом Seven Mountains, а летом 2021 года был опубликован альбом Start Over.

## Семья и детство
Братья Бухли происходят из семьи Маргрит и Майнрада Бухли, состоящей из девяти человек, и родились в Базеле. Самый старший из участников группы - Мэтт (30 августа 1982 года), затем родился Джо (18 сентября 1984 года), затем Эзра (1986 год) и, наконец, Симри-Рамон (1990 год). У них есть еще трое братьев и сестер в семье, сестра Астрид, которая является старшей из всех детей семьи Бухли, и близнецы Сет и Сем, которые родились между Эзрой и Симри-Рамоном.
Братья играли вместе с детства, к этому их привела мать, которая с раннего возраста поддерживала в них талант. Вся семья Бухли очень музыкальна, и все девять членов семьи вместе выступали на различных певческих представлениях, конкурсах и мероприятиях.
В 2001 году вся семья Бухли переехала на два года в Аделаиду, Австралия, где они жили в доме 77 на Бомбей-стрит. Отец Майнрад нашел себе представителя в своей кровельной мастерской в Базеле, и семья уехала. Старший сын, Мэтт, сначала самостоятельно отправился путешествовать по Европе (он побывал во Франции), и только потом присоединился к остальным членам семьи.
Из-за нехватки денег семья в Австралии зарабатывала, играя на публике. В этом раннем семейном оркестре мать играла на аккордеоне, а братья и сестры-на других инструментах-поперечной флейте, скрипке, гитаре и альпийском рожке. Первоначально, хотя семья и хотела постоянно путешествовать, но в конце концов передумала и решила поселиться в Аделаиде, где трое младших братьев стали ходить в школу. С улиц семейный оркестр постепенно перемещался в церкви и на школьные концерты. Кроме того, они обзавелись друзьями, которые организовывали для них целые экскурсии. В конце пребывания семьи в Австралии они побаловали себя трехмесячной поездкой, а весной 2004 года вернулись обратно в Швейцарию.

## История группы

### Происхождение (до 2010 года)
Вернувшись в Швейцарию, четверо братьев решили переехать в горную хижину к бабушке и дедушке в Шаранс в альпийском кантоне Граубюнден. Здесь они основали группу, которую назвали в честь своего временного проживания в Австралии. Они выступали в несколько на местных конкурсах, большинство из которых они выиграли. Участники группы признались, что как бы ни было приятно работать с братьями, часто не обходится без ссор. Все братья занимаются сочинением песен, и иногда у каждого свое мнение.
"Играть с братьями может быть удивительно, но в то же время нервно. У каждого из нас свой взгляд на музыку. Прежде чем прийти к компромиссу, у нас часто возникают споры, которые могут быть довольно громкими.“ 

- Симри-Рамон 
Первоначально они играли больше рок-песен и использовали больше электрогитар. Эти песни были выпущены в 2009 году в альбоме Dead bird на лейбле studio 77. В начале января 2010 года они выпустили свой первый сингл "money back", который был записан в Нью-Йорке, но не вошел в сам альбом.

### Альбом Up in the Sky (2010–2011)
Хотя существует множество источников, которые утверждают, что до этого альбома были другие, сама группа на своем веб-сайте для дебютного альбома представляет альбом up in the sky, который был выпущен 11 февраля 2009 года. Первый сингл "47 millionaires", был выпущен группой в марте 2010 года и сразу же обозначил музыкальную природу всего альбома. Используя акустическую гитару, преобладал фолк-рок-характер музыки. Также на концертах они выступали в униформе, сшитой их матерью.
Альбом, спродюсированный Томасом Фесслером, добился неожиданного успеха для группы, получив сначала золотую пластинку за 15 000, затем платиновую за 30 000 и, наконец, двойную платиновую пластинку за 70 000 проданных копий в Швейцарии. Самыми большими хитами стали синглы "up in the sky" и "I love Lady Gaga". Из альбома были выпущены еще два сингла - "long way" и "waiting for tommorow". На все четыре сингла группа сняла видеоклипы, а на песню "up in the sky" даже два. 

### Альбом Oko Town  (2012-2013)
В начале 2012 года группа записала свой второй студийный альбом в Цюрихе. Однако в это время она также гастролировала за пределами Швейцарии: впервые выступала в Германии, Великобритании, Франции, Италии, Швеции и Нидерландах. Они также посетили фестиваль Paléo в Ньоне, и играли в Соединенном Королевстве во время Олимпийских игр в Лондоне.
Альбом был записан в Цюрихе 5 октября 2012 года под названием Oko town. Название подразумевает - фантастический мир. Фотография на обложке была сделана в Нормандии, а на заднем плане изображен Мон-Сен-Мишель. Пластинка имела успех и уже через несколько недель после выхода достигла вершины швейцарского чарта альбомов. Первый сингл "Low On Air" достиг 19-й позиции в чартах, а его видеоклип представляет собой запись концертного выступления. Вторым синглом альбома стала песня "Angel". Клип на эту песню был выпущен 20 декабря 2012 года. Учитывая дату выхода, все видео настроено на рождественское настроение. Швейцарский музыкальный портал trespass назвал эту песню одной из самых красивых, которые группа сочинила.
Песня "Angel" также вошла в сборник Columbia Records под названием KuschelRock - Die schönsten Schweizer songs zum kuscheln (самые красивые швейцарские песни о любви), выпущенный в конце марта 2013 года. В апреле того же года второй альбом группы также стал платиновым, продав более 30 000 копий в Швейцарии. Позже из альбома были выпущены еще два сингла, а именно в апреле 2013 года "Oko town", в октябре того же года концертная версия "follow the rain". Как и предыдущий альбом, Oko Town был спродюсирован Томасом Фесслером.
В ноябре 2012 года группа выступила на фестивале "Energy stars for free" в Цюрихе. С момента своего основания, группа несколько раз посещала Нидерланды. Сначала на "Eurosonic Festival Noorderslag" в Гронингене, где она играла 11 января, а затем на двух концертах, первый из которых состоялся в Амстердаме, а второй-в Гааге. Месяц спустя (1 марта) они выступили вживую на Swiss music awards.
В мае 2013 года, группа отправилась в тур под названием "Hallo Deutschland!", во время которой она выступала в девяти разных городах Германии, начиная с Мангейма и заканчивая Штутгартом. В ноябре группа отправилась в турне по Франции и Бельгии вместе со швейцарским певцом Бастианом Бейкером.

### Альбом Seven Mountains (2014-настоящее время)
В начале 2014 года, 9 января-группа объявила, что начала работу над новым музыкальным материалом, Мэтт Бухли заявил в интервью, что братья "полностью заняты написанием новых песен и чувствуют, что результат будет фантастическим". В начале марта 2014 года Симри Бухли вместе с Беном Мюлеталером записали ремикс на песню "Up in the sky". 20 марта братья выступили в Стамбуле.
В апреле она сначала отправилась в турне по Нидерландам, где выступала с голландской группой Kensington в Зволле, Утрехте и в Боргере, а затем с 23 апреля сопровождала немецкую группу the Baseballs в их турне по продвижению своего четвертого студийного альбома Game day, который продолжался до мая 2014 года. 7 апреля группа объявила даты своего выступления в Швейцарии в 2014 году и пообещала сыграть несколько песен из своего предстоящего нового альбома. "Мы все еще усердно работаем над новым альбомом, и у нас уже есть несколько песен в руках! Мы можем сыграть одну или две новые песни этим летом!". Песня "Up in the sky" была одолжена группой в качестве заглавного трека для немецкой комедии Männerhort, которая была выпущена 2 октября 2014 года.
В декабре 2014 года братья отправились в Берлин, на несколько недель, чтобы написать новые песни для предстоящего альбома. Мэтт Бухли сказал: "На самом деле не имеет значения, где вы решите сочинять. Однако в чужой стране, где вы открываете для себя новые вещи и знакомитесь с новыми людьми, нас чаще целует музыкальная муза." В дополнение к новым песням группа записала в Берлине три акустические версии своих старых песен, а именно "Up in the sky"," planet earth" и "47 millionaires."
Во время своего визита в столицу Германии она дала концерт 5 декабря с группами Jet, the subways, the Gaslight Anthem и Biffy Clyro в Берлинском музее Ramones. 12 декабря братья вернулись в швейцарский Цюрих, где приняли участие в торжественном вечере, посвященном 15-летию основания ежедневной газеты "20Minuten." С одиннадцатого числа того же месяца поклонники могли выбрать рождественскую песнь, которую поет группа. Наконец, семья Бухли спела свою собственную акустическую версию "Little Drummer Boy" на публике в канун Рождества.
В середине февраля 2015 года группа переехала в Сидней, где они продолжили запись нового альбома, который проходит в студии Linear recording studios. Продюсером стал Крис Вальехо, владелец студии. В конце февраля группа также опубликовала фото с подготовки плейлиста, где можно увидеть названия двух новых песен „Seven Mountains“ и  „Amazing Day.“
16 июня 2015 года группа объявила, что релиз их нового альбома под названием Seven mountains запланирован на 18 сентября 2015 года. В тот же день они также представили одноименный сингл. Всего в альбоме пятнадцать новых песен. В ноябре 2015 года группа 77 Bombay street отправилась в турне по Швейцарии, которое началось с концерта 13 ноября в Куре. Бухли решил изменить визуальный стиль группы на новой пластинке и отложить в сторону униформу, характерную для предыдущих студийных альбомов.
17 ноября 2016 года, 77 Bombay Street выпустила совершенно новую песню под названием "Empire", которая стала официальной песней чемпионата мира по горнолыжному спорту 2017 года в Санкт-Морице. В одном из интервью участники группы заявили, что им нужен перерыв.
Долгое время группа практически не давала о себе знать. Первые четкие очертания будущего появились в августе 2020 года, когда группа в видеоблоге на YouTube-канале Симри Бухли заявил, что уже есть фиксированная дата выхода следующего студийного альбома, который должен увидеть свет 12 февраля 2021 года.

## Музыкальный стиль и критика
Группа 77 Bombay street играет в жанре, который можно определить как поп-рок. Если в начале своей музыкальной карьеры она больше склонялась к стилю альтернативного рока, то позже стала больше играть фолк-рок и инди-рок. По словам членов группы, на стиль повлияла Альпийская горная среда, куда они переехали из Австралии. В то же время братья ссылаются в качестве частичного вдохновения на классический рок-н-ролл и the Beatles, они также упоминают влияние американского нео-фолка и британского инди-рока. Energy.ch описал стиль группы как смесь рок-н-ролла и фолка, а критик Соня Эберхард сравнила группу с the Beatles и the beach boys. 77 Bombay street сравнивается с этими двумя группами на сайте Eurosonic Festival, и об этом говорит Рамон Гельди в своей рецензии на альбом up in the sky. Другой музыкальный критик Лаура Тради сравнивает братьев с Фрэнком Тернером, но с более живыми мелодиями и запоминающимися ритмами.
Мэтт Бухли заявил в интервью, что на его стиль сильно повлияли Джонни Кэш, группы Pure и Roxette. По его собственным словам, он также вдохновлен группами band of horses, Maroon 5, muse или the killers. Тексты песен, не имеют ни политического, ни религиозного подтекста, и каждый может найти в них свой скрытый смысл. Для успеха группы, по их словам, важны убедительность и весёлые тексты песен.
Рут Фукс, описала стиль группы как броский поп - Ты слушаешь такие песни, как "Up in the sky" или "I love Lady Gaga", в конце концов присоединяешься к группе и через две недели все еще поешь их." Но в то же время он критиковал чрезмерную банальность текстов без какого-либо глубокого смысла. Но Мэтт Бухли сказал в интервью: "Все дело в том, чтобы получать удовольствие вместе с тем, что мы делаем. (...) Каждый может взять что-то отличное от наших песен; но вы не найдете влияния политики или веры ни в одной песне.“

## Участники группы
- Мэтт Бухли – вокал, бэк-вокал, гитара
- Джо Бухли – вокал, бэк-вокал, электрогитара
- Симри-Рамон Бухли – вокал, бэк-вокал, бас-гитара
- Эсра Бухли – вокал, перкуссия

## Дискография
- Dead Bird (2009)
- Up in the Sky (2011)
- Oko Town (2012)
- Seven Mountains (2015)
- Start Over (2021)